# Don Det
Don Det (laotien : ດອນເດດ) est une île de l'archipel de Si Phan Don sur le Mékong au Laos. L'île mesure 3,5 km de long et 1,25 km de large.

## Histoire

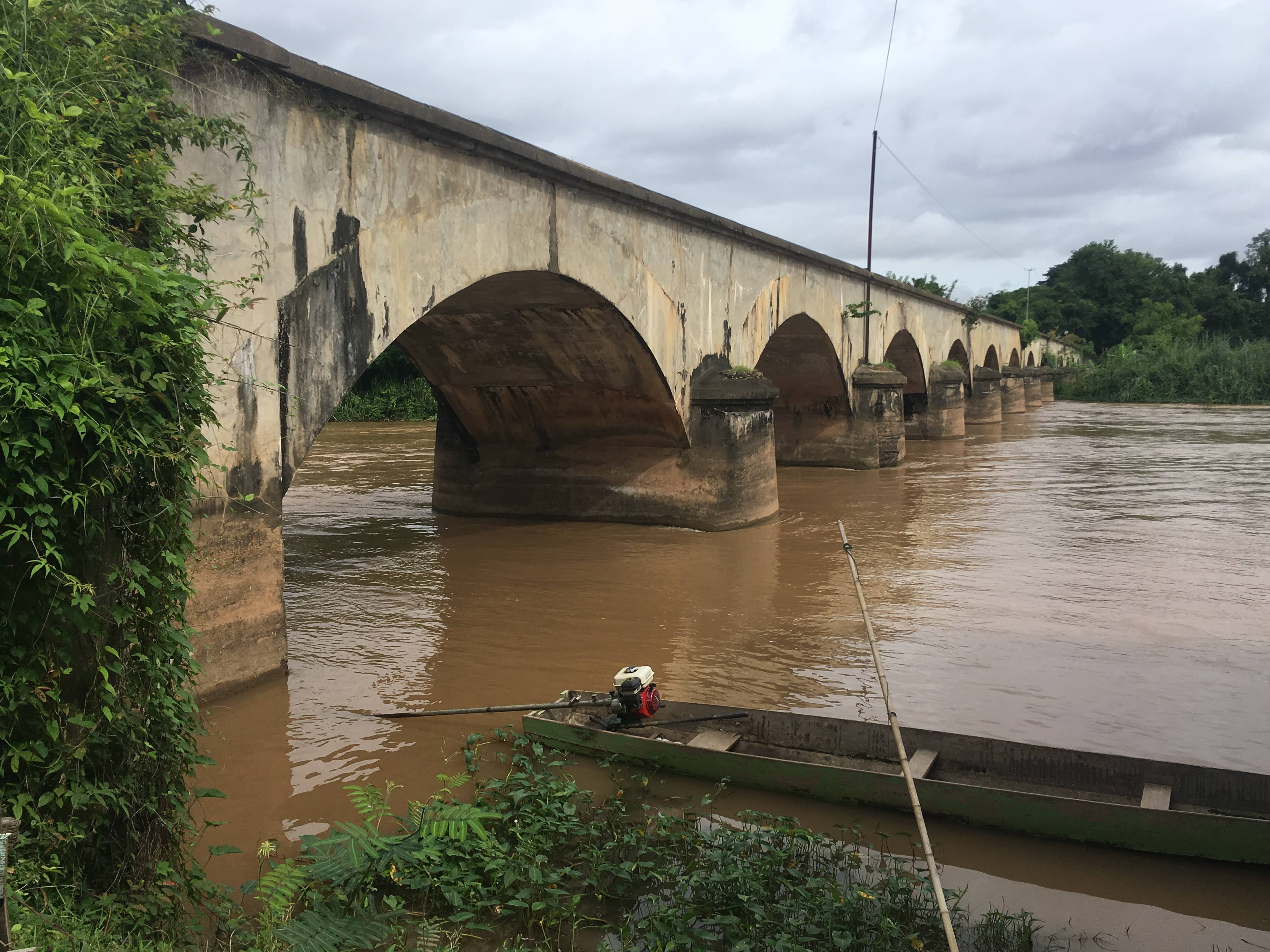
Pont aux treize arches reliant jadis par chemin de fer l'île de Don Khon à l'île de Don Det

L'île de Don Det et sa voisine Don Khon ont joué un rôle important pour la navigation sur le Mékong au temps du protectorat français au Laos. Pour contourner les infranchissables écueils et rapides des chutes de Khone, Francis Garnier avait fait construire en 1893 une ligne de chemin de fer à voie étroite longue de 7 km (ou 14 km selon d'autres sources) et un pont à treize arches entre Don Det et Don Khon afin de permettre aux navires, marchandises et passagers de pouvoir continuer leur navigation le long du Mékong. Cette ligne de chemin de fer a fermé dans les années 1940,.

## Tourisme

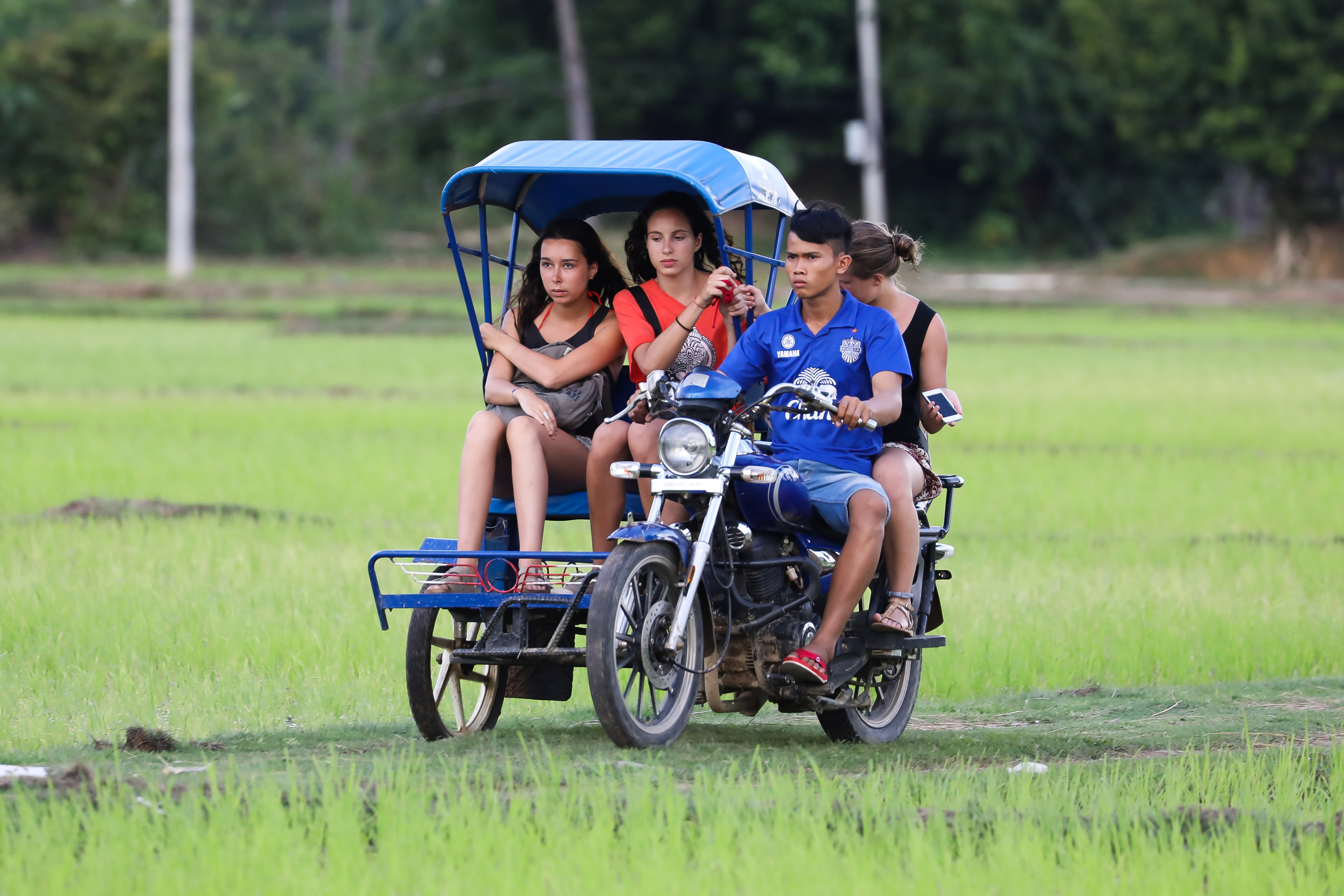
Transport en tuk-tuk à Don Det.

Les chutes de Khone, une succession de rapides infranchissables qui ont donné lieu à la construction du chemin de fer, sont parmi les principaux sites accessibles depuis Don Det,.
Les dauphins de l'Irrawaddy (Orcaella brevirostris), une espèce en voie de disparition, peuvent être vus en pirogue,.
Plusieurs chambres d'hôtes et bungalows en bois bordent la berge.
Don Det est célèbre pour s'imprégner de la vie de village tranquille plutôt que de cocher une liste d'attractions.

## Climat
Don Det bénéficie d'un climat tropical humide et sec. Bien que le village soit généralement très chaud tout au long de l'année, il est nettement plus frais en décembre et janvier. Don Det connaît également une saison des pluies et une saison sèche, avec la mousson d'avril à octobre et la saison sèche pendant les cinq mois restants. Les températures varient entre 15 et 38 °C.

Nuages à Don Det
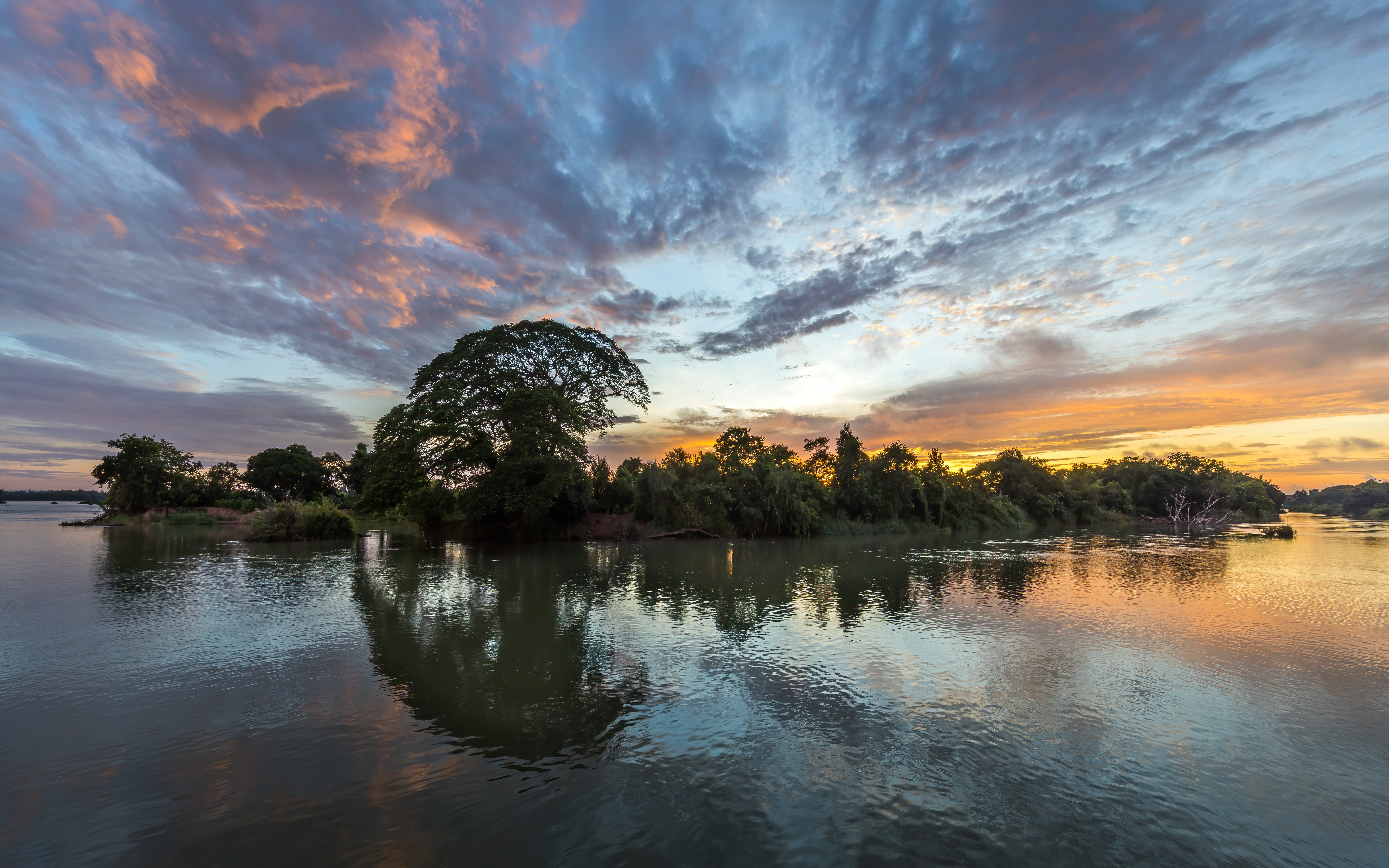
Nuages colorés et ciel bleu avec reflet dans l'eau d'une île hébergeant un Samanea saman (arbre à pluie) et d'autres arbres, au lever du soleil, à Don Det.
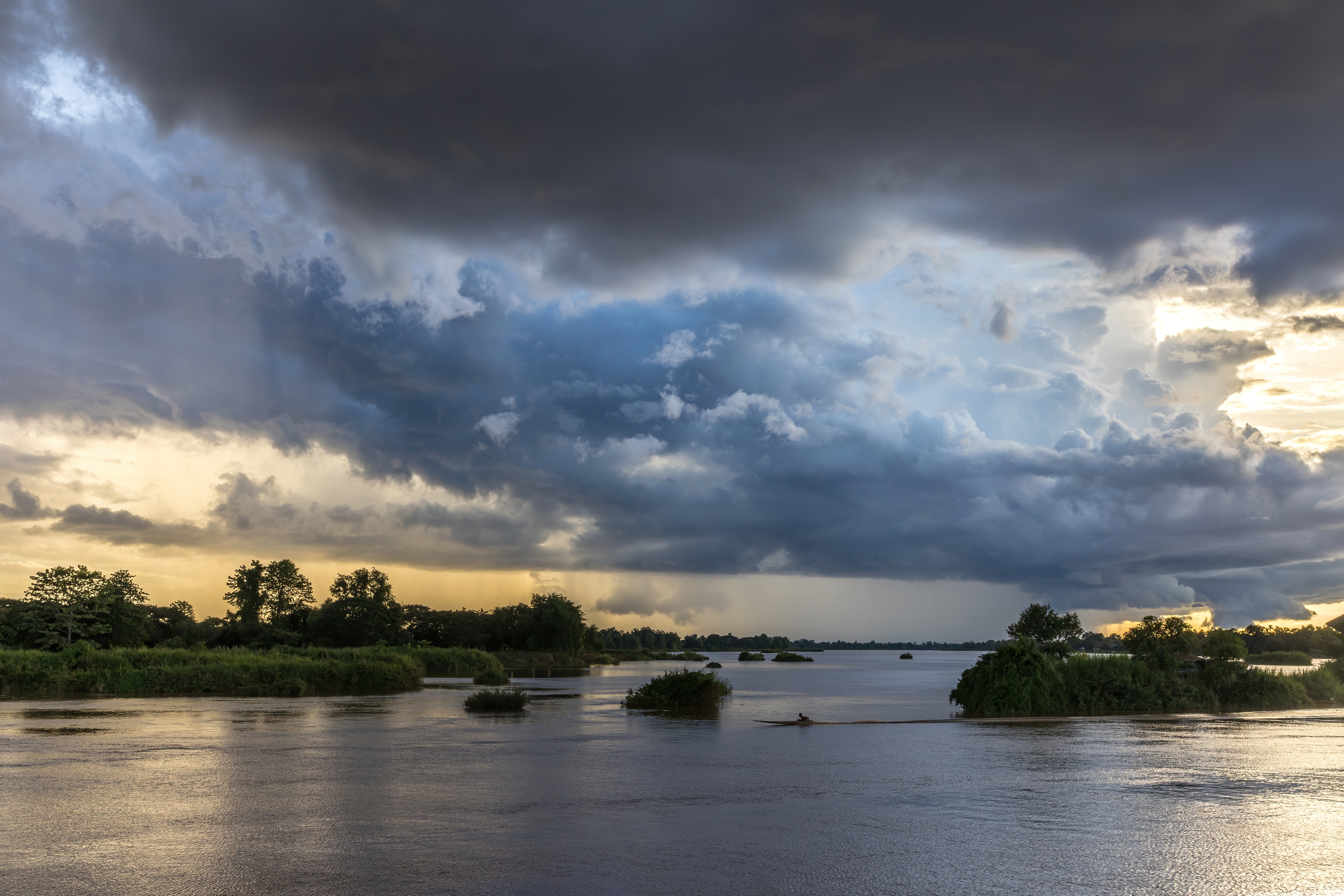
Nuages bleus et orange au-dessus du Mékong avec une pirogue filant sur l'eau au coucher du soleil à Don Det.
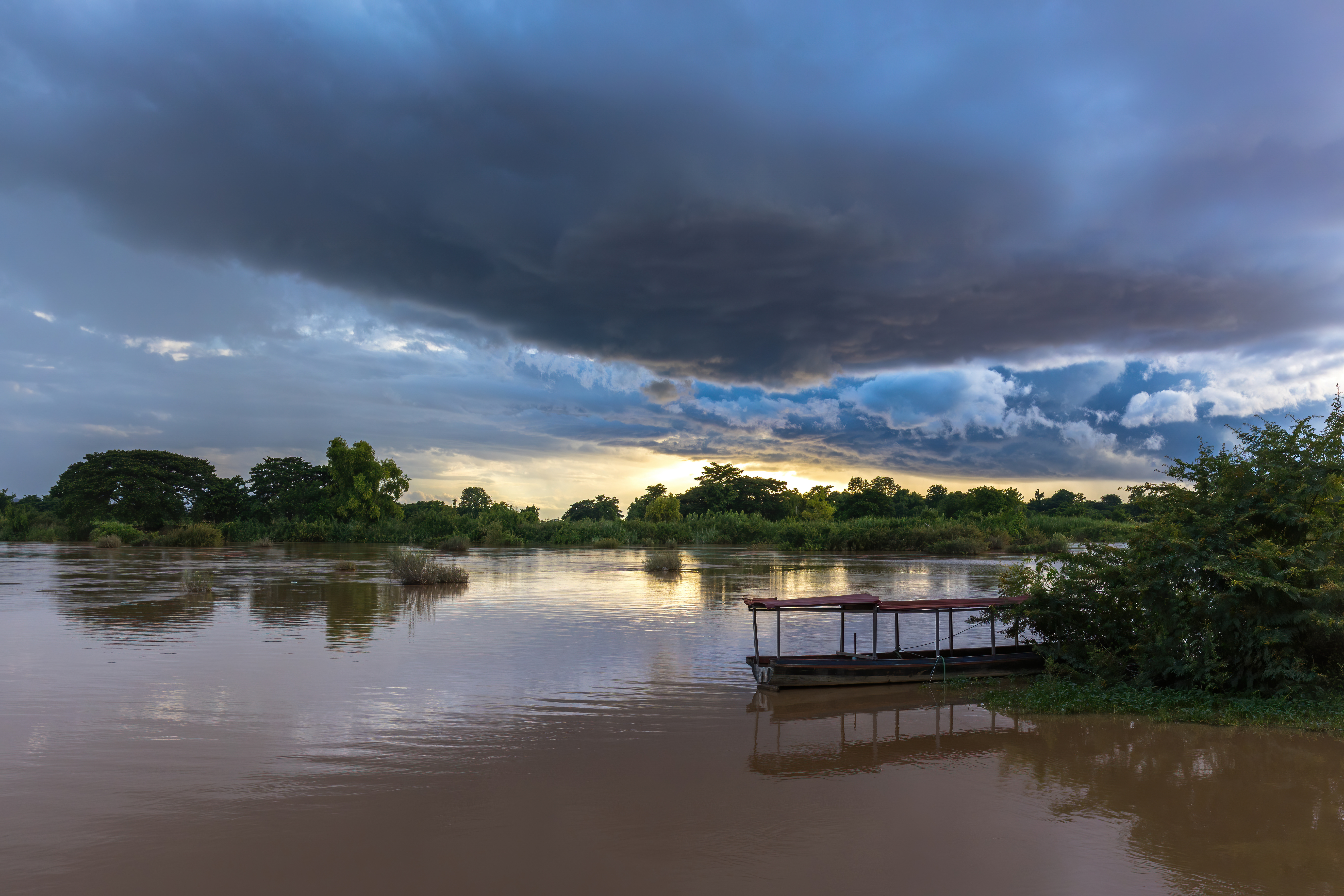
Nuages bleus orageux au-dessus du Mékong au coucher du soleil avec réflexion dans l'eau et une pirogue amarrée à la berge, à Don Det.
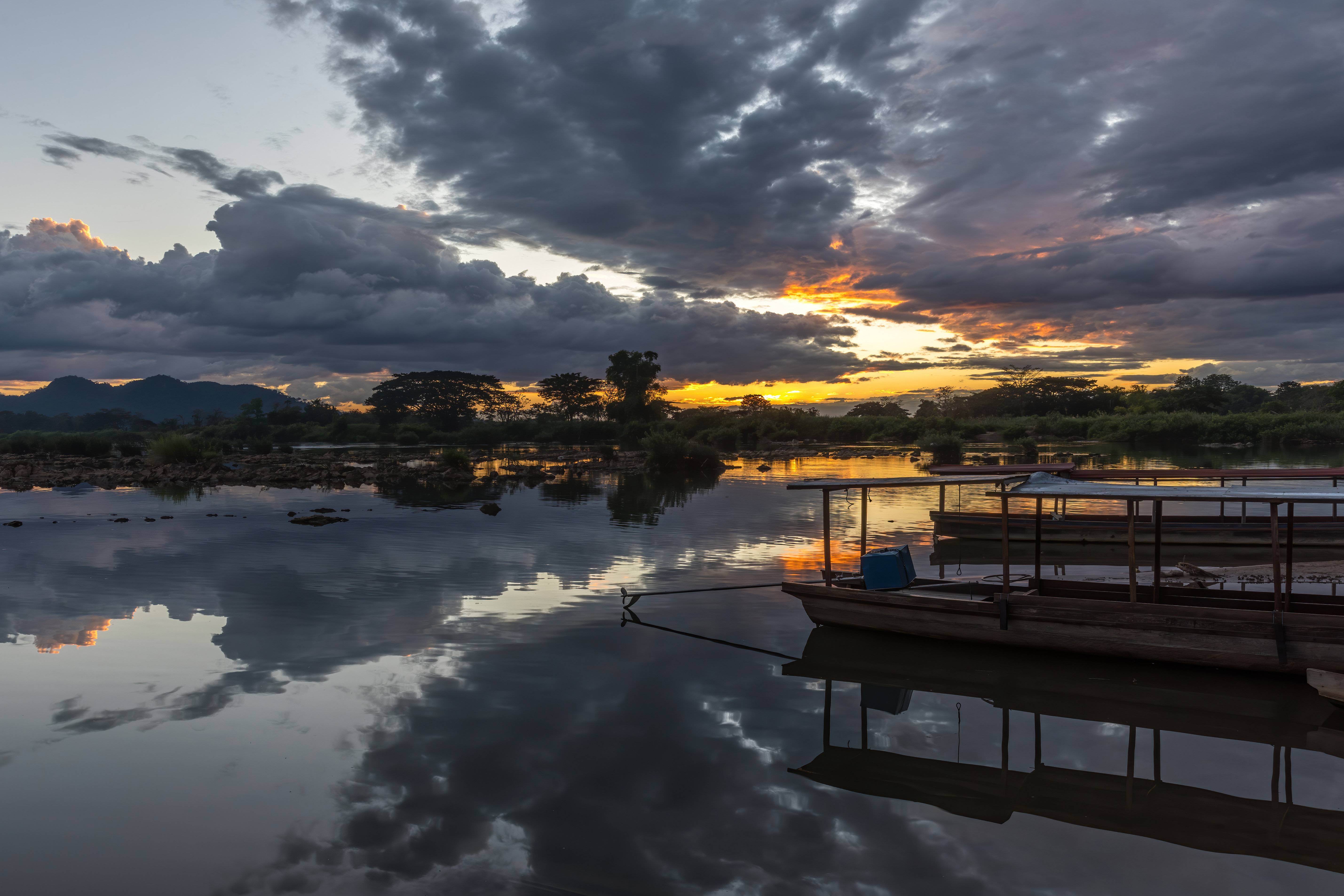
Réflexion dans l'eau d'un coucher de soleil avec des nuages gris et orange au-dessus du Mékong, et deux pirogues amarrées à la berge à Don Det.
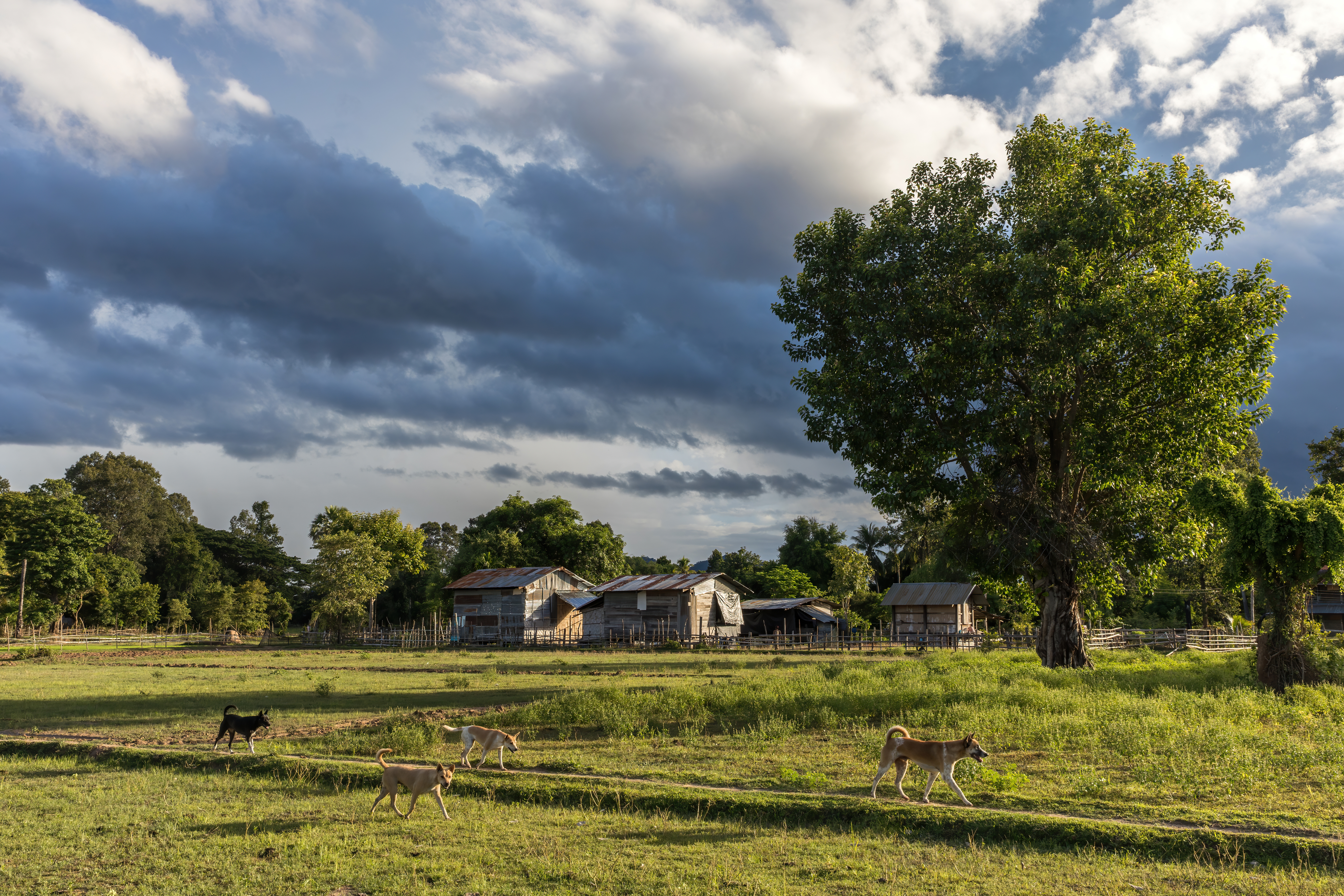
Quatre chiens courant dans la campagne de Don Det. Paysage vert avec arbres, maisons en bois et nuages lourds dans le ciel.
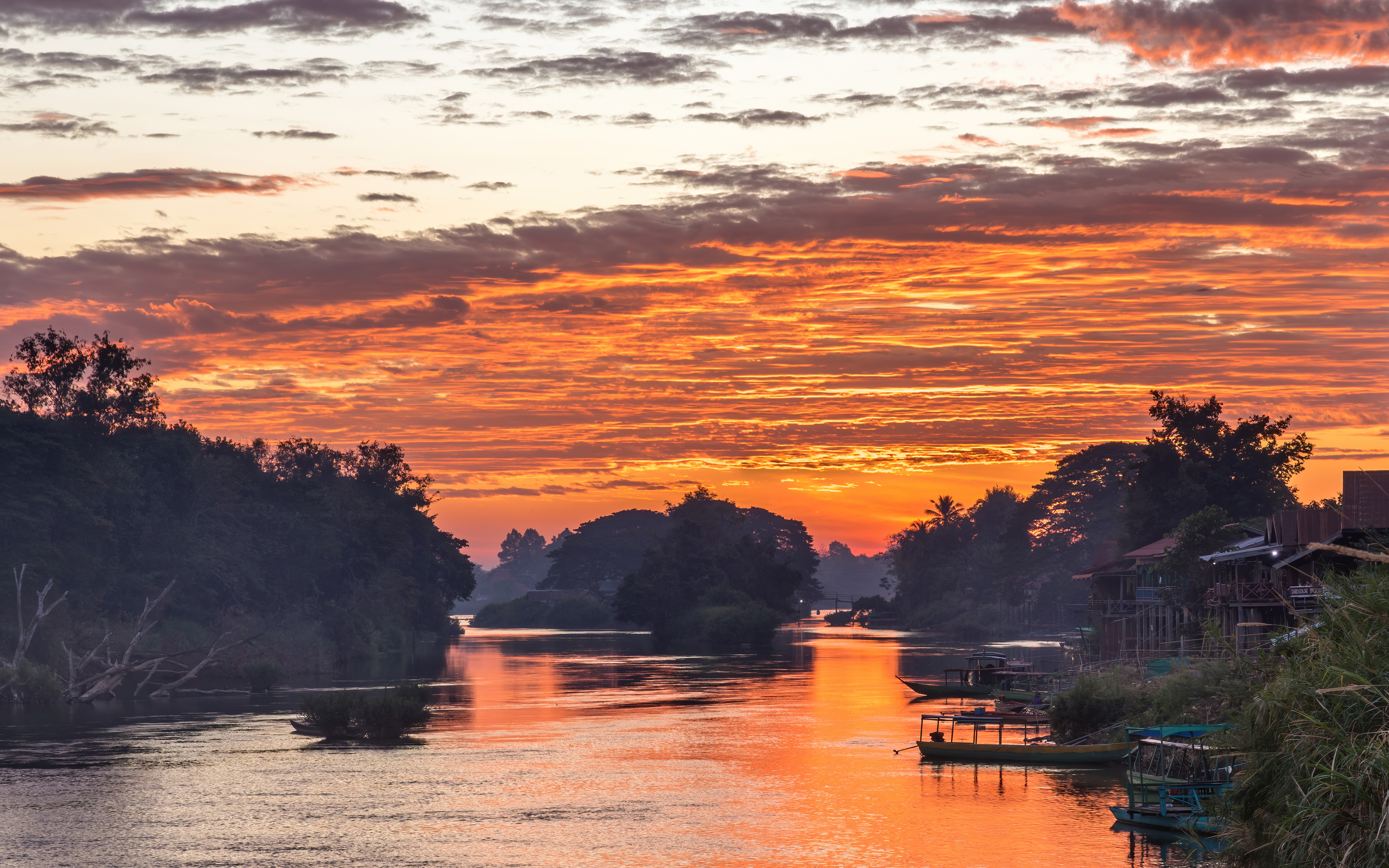
Nuages rouges au-dessus des berges du Mékong avec des habitations et des pirogues au lever du soleil à Don Det.

## Économie
L'économie locale est principalement basée sur le tourisme, l'agriculture et la pêche.

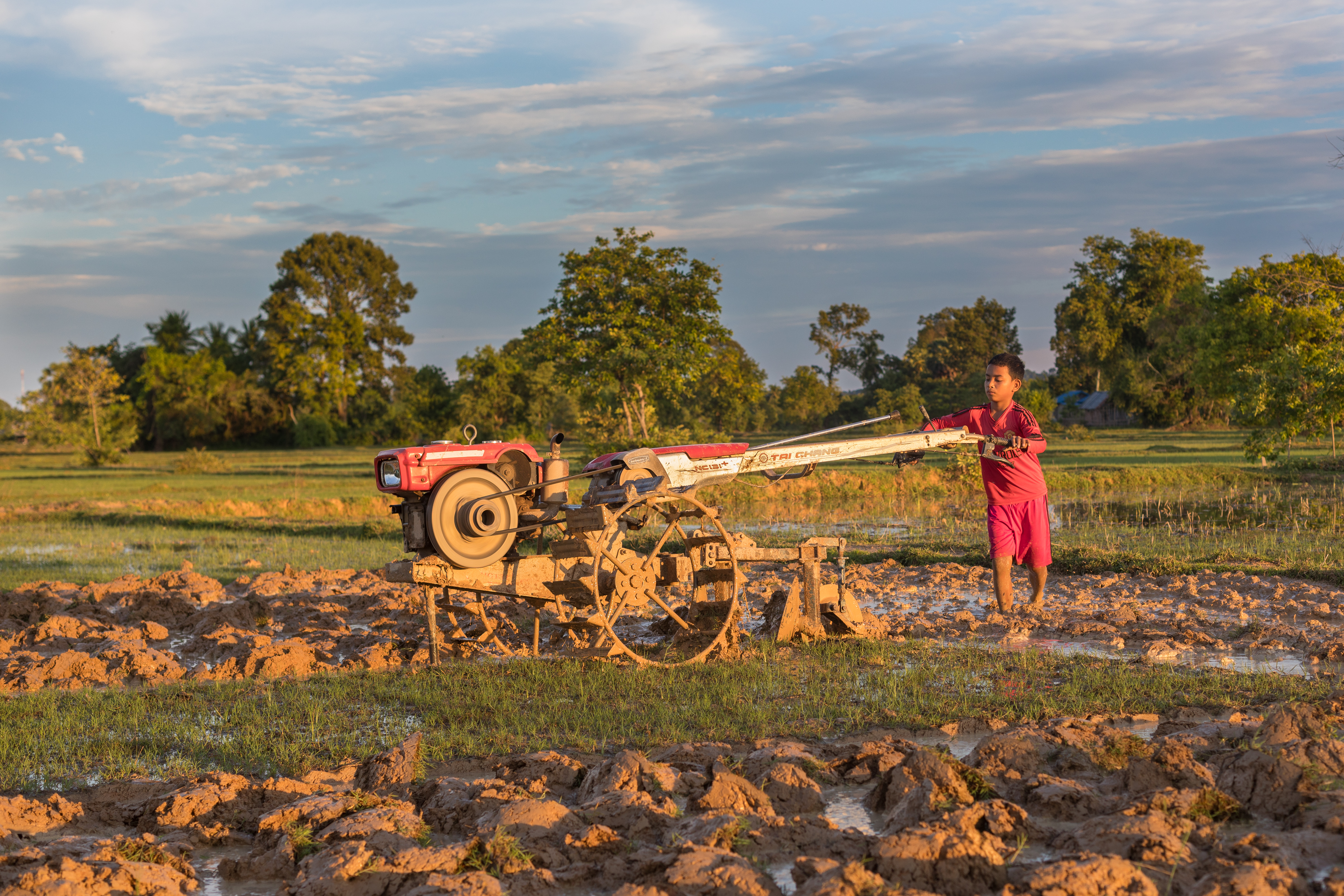
Garçon de l'île labourant avec un tracteur, au coucher du soleil
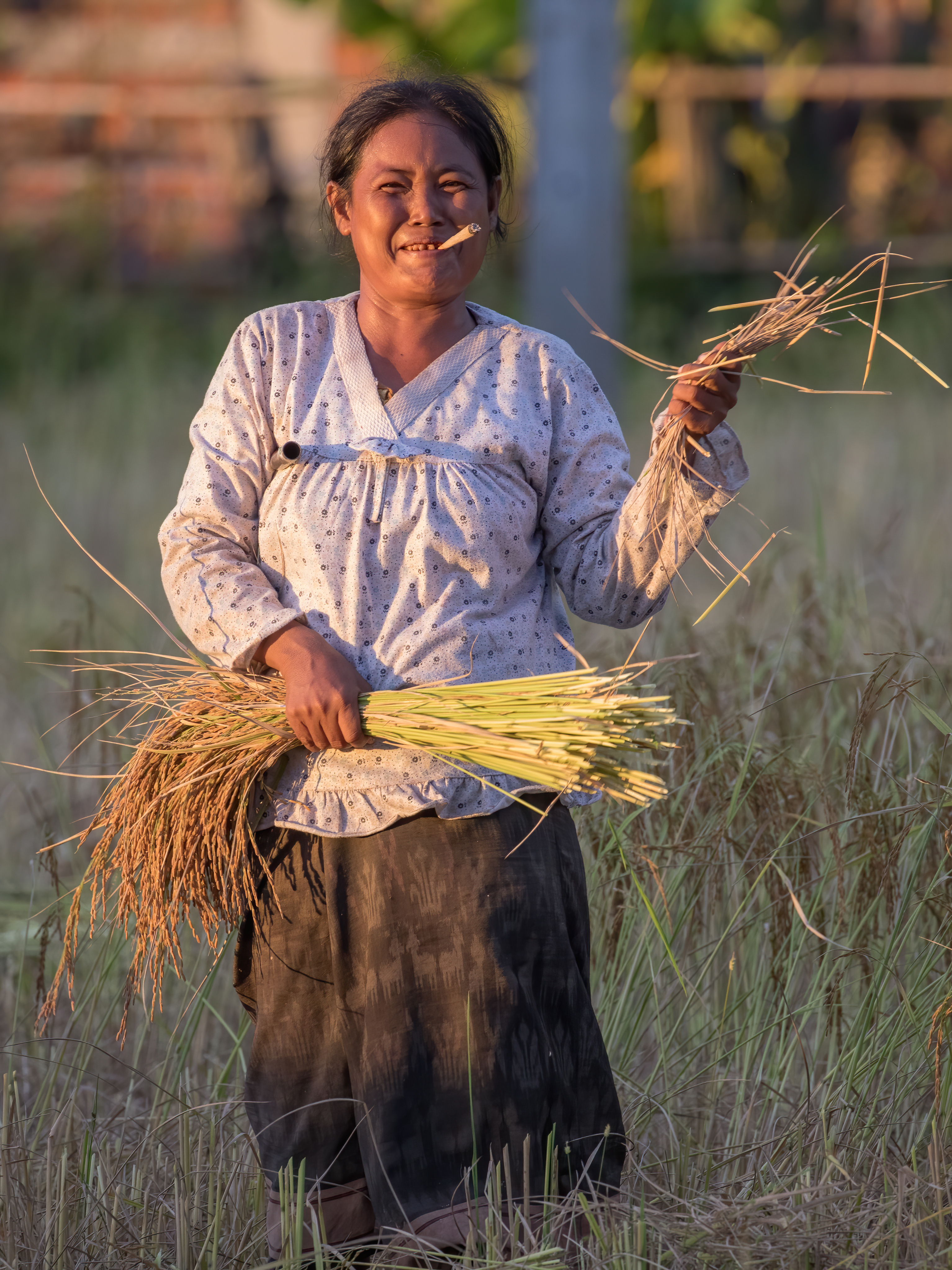
Portrait d'une femme coupant le riz et serrant une cigarette roulée entre ses dents, au coucher du soleil dans la campagne de Don Det. La couleur rouge de ses dents est due à la mastication régulière de paan.
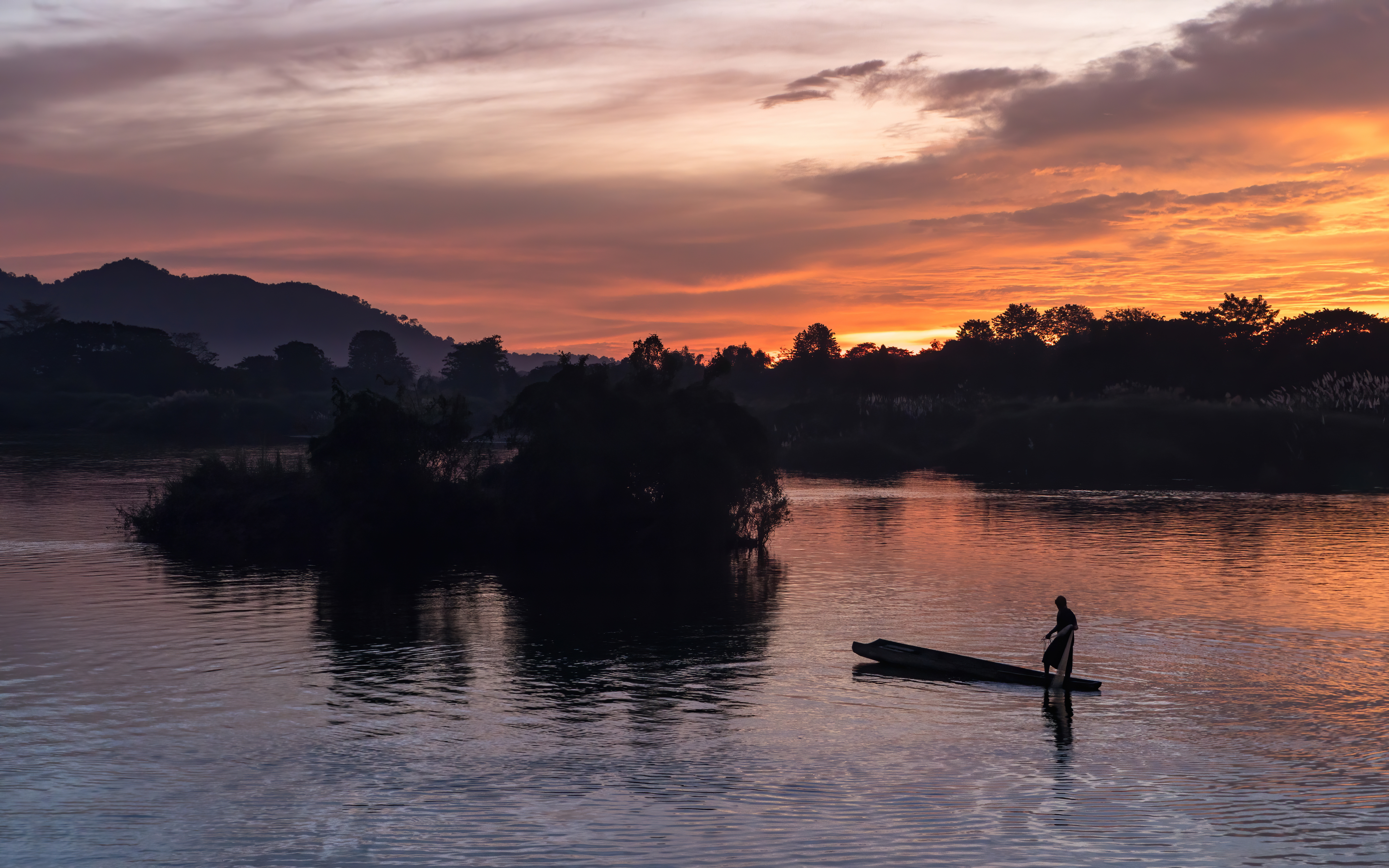
Silhouette d'un pêcheur debout sur sa pirogue au coucher du soleil avec nuages orange, à Don Det.

## Galerie

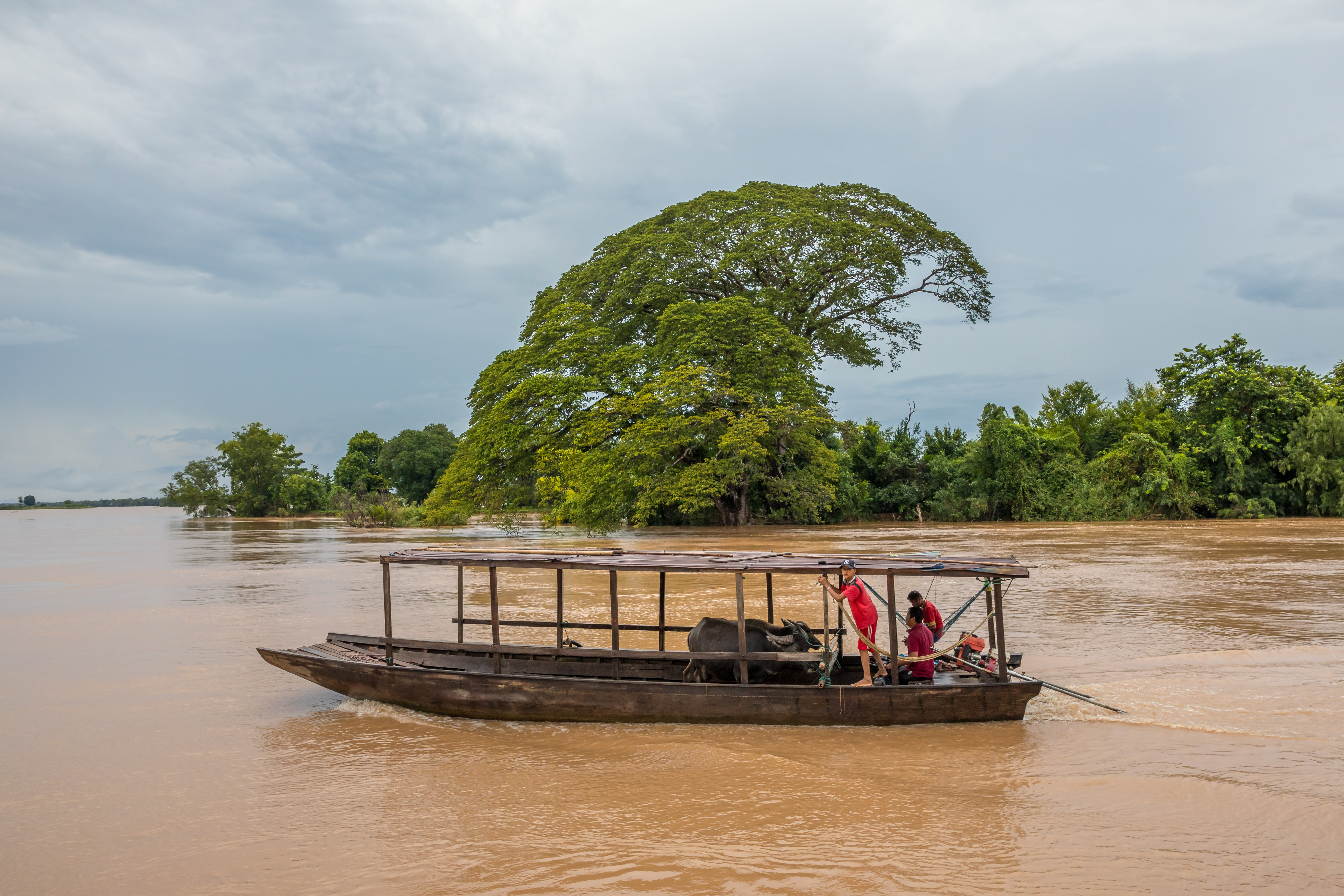
Transport de buffles d'Asie (Bubalus bubalis) sur le Mékong, à Don Det.
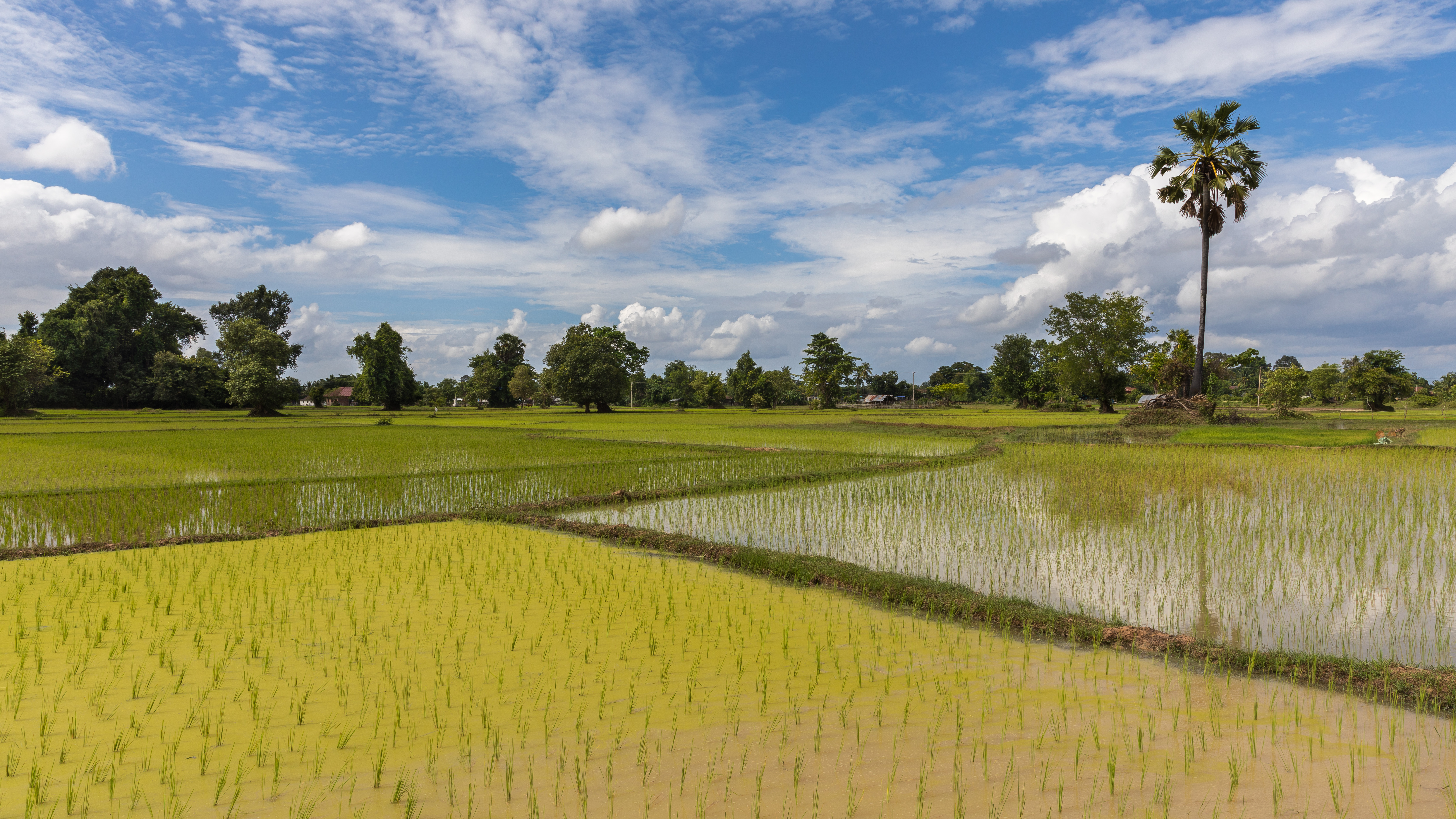
Rizières vertes, opaques et réfléchissantes, avec palmier
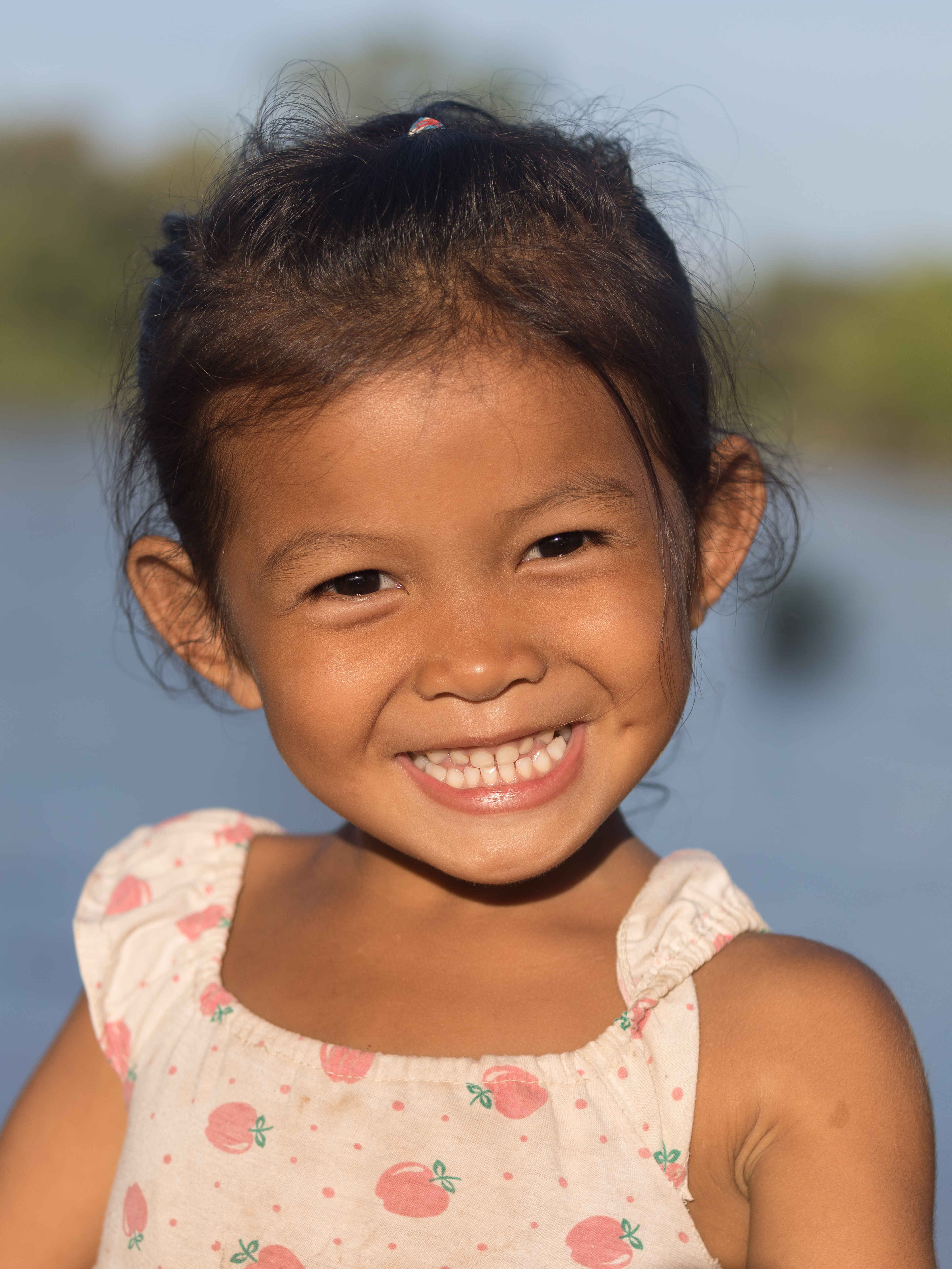
Petite fille de l'île, souriante, au soleil à l'heure dorée.
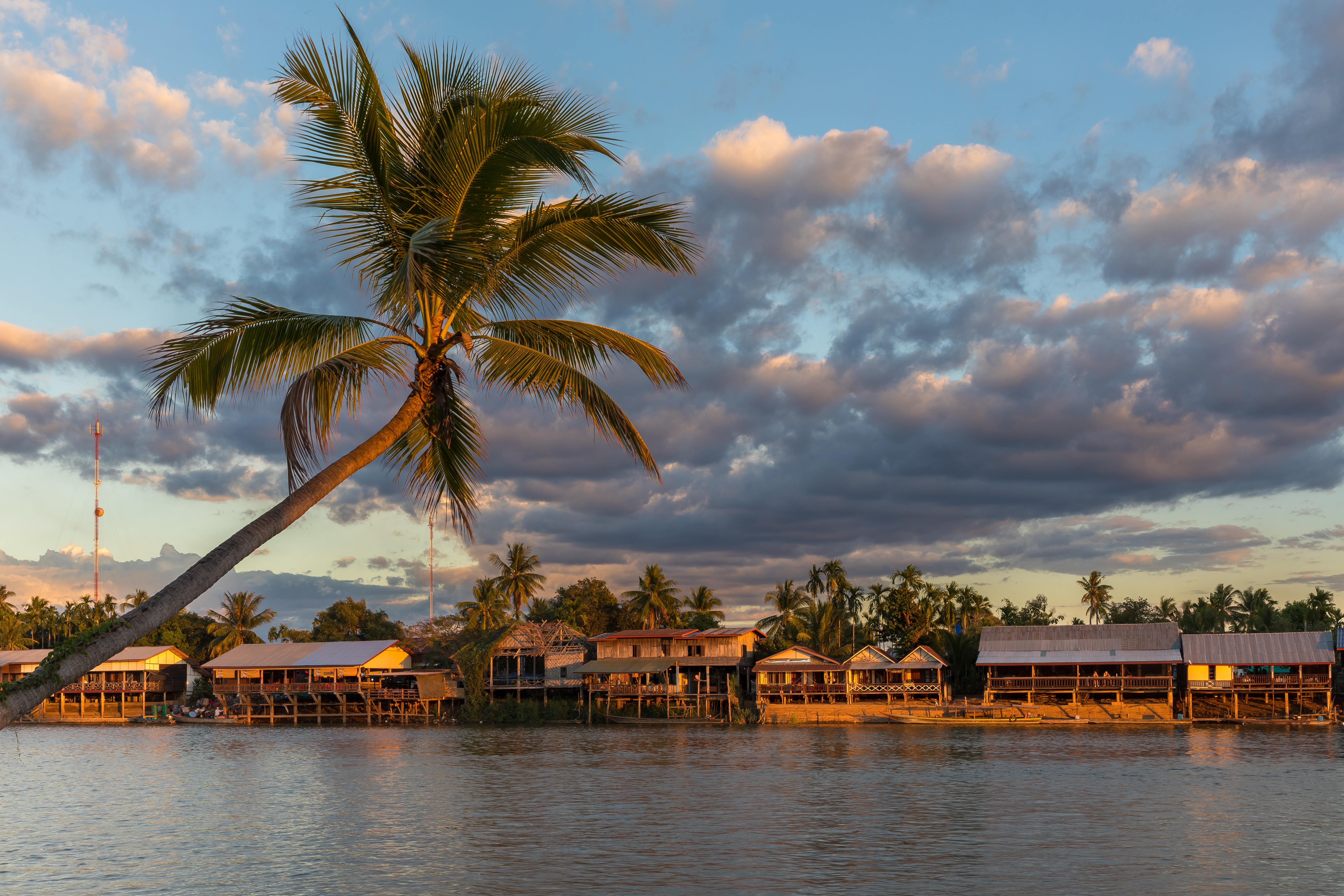
Rive de l'île de Don Khon avec maisons en bois sur pilotis et nuages colorés, depuis Don Det.
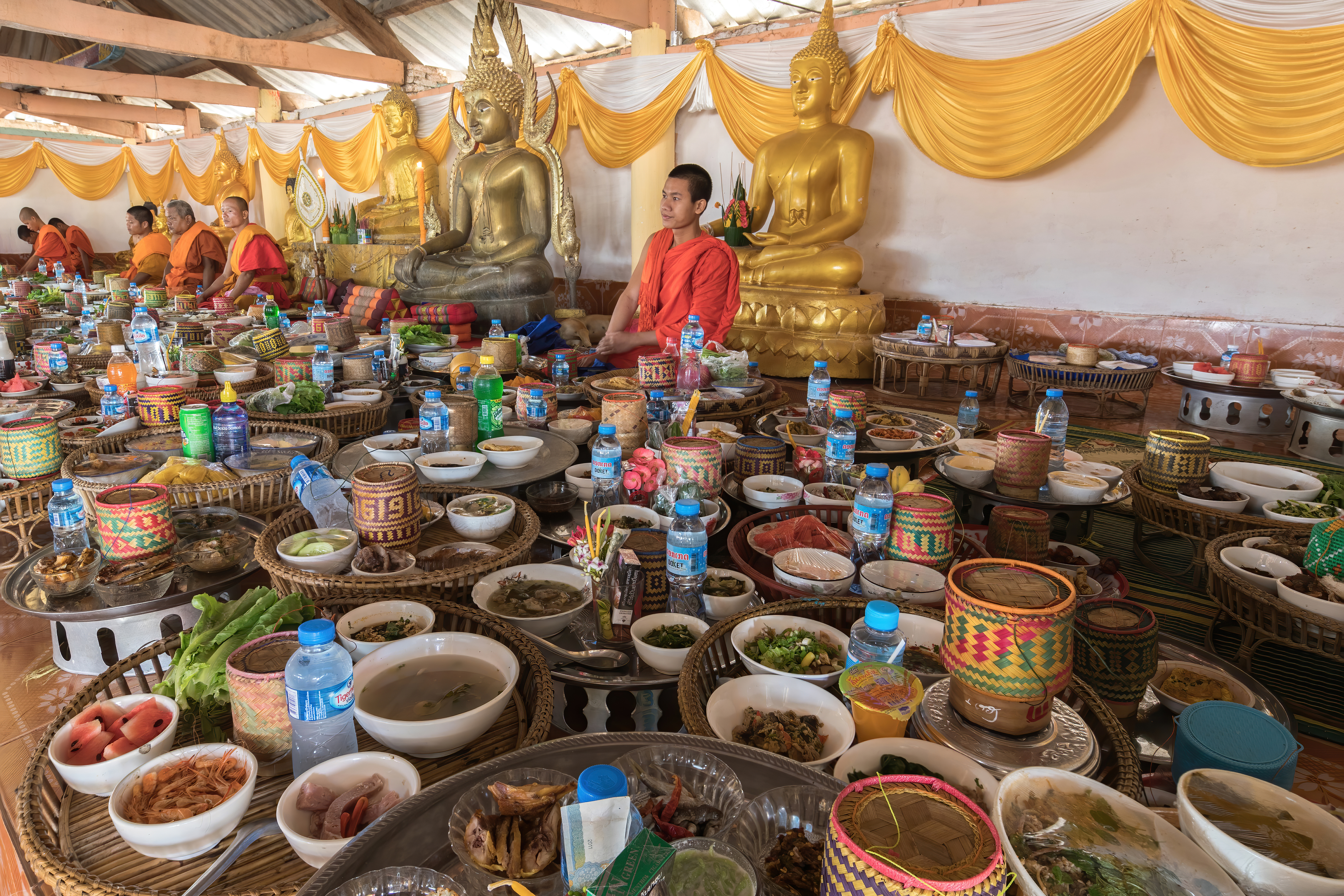
Divers plateaux avec des bols de nourriture et des kratips décorés, cuisinés pour les bonzes du temple de Don Det lors d'une cérémonie. Ces préparations sont cuisinées chez eux par les voisins, puis apportées sur place pour y être consommées.
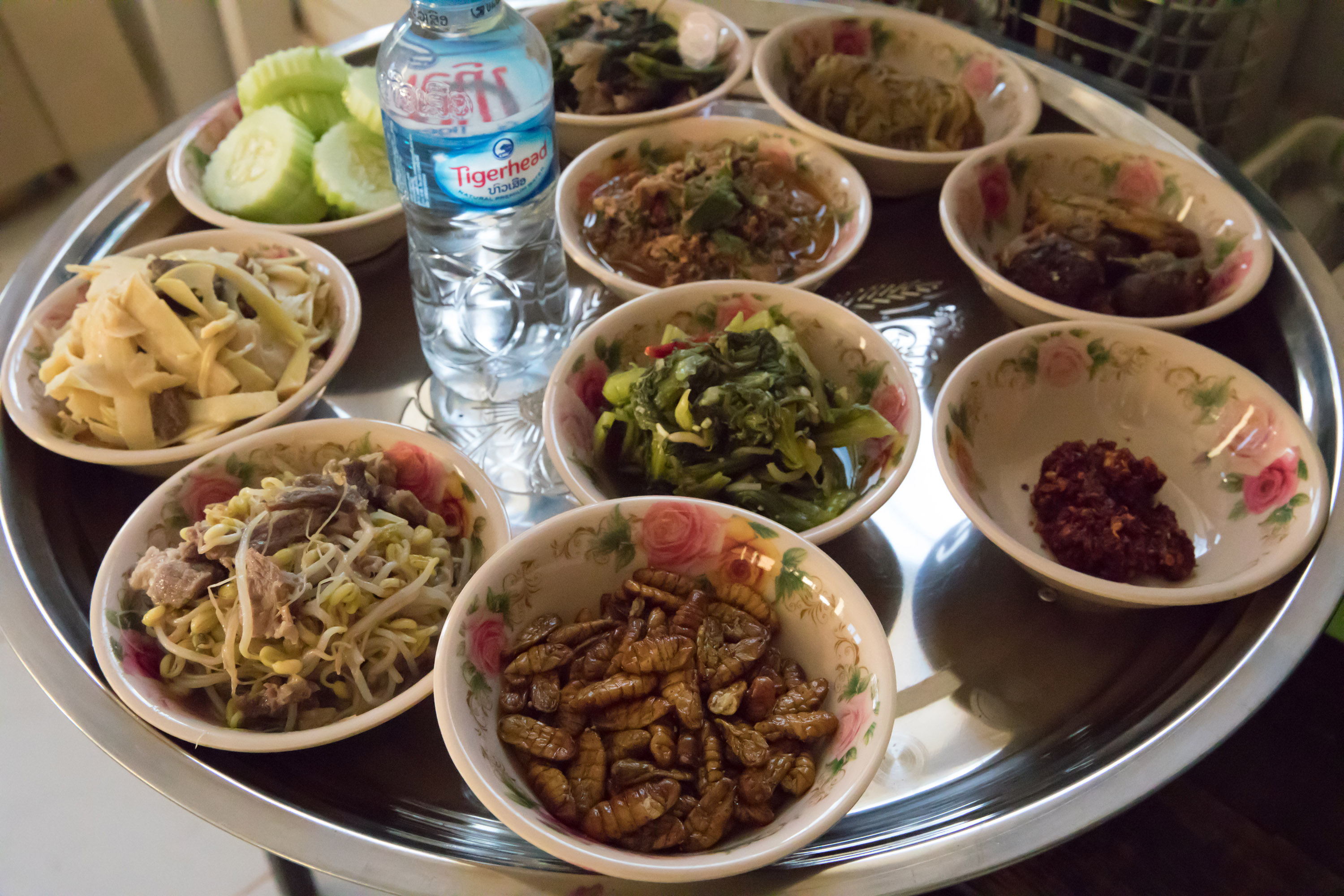
Nourriture locale.
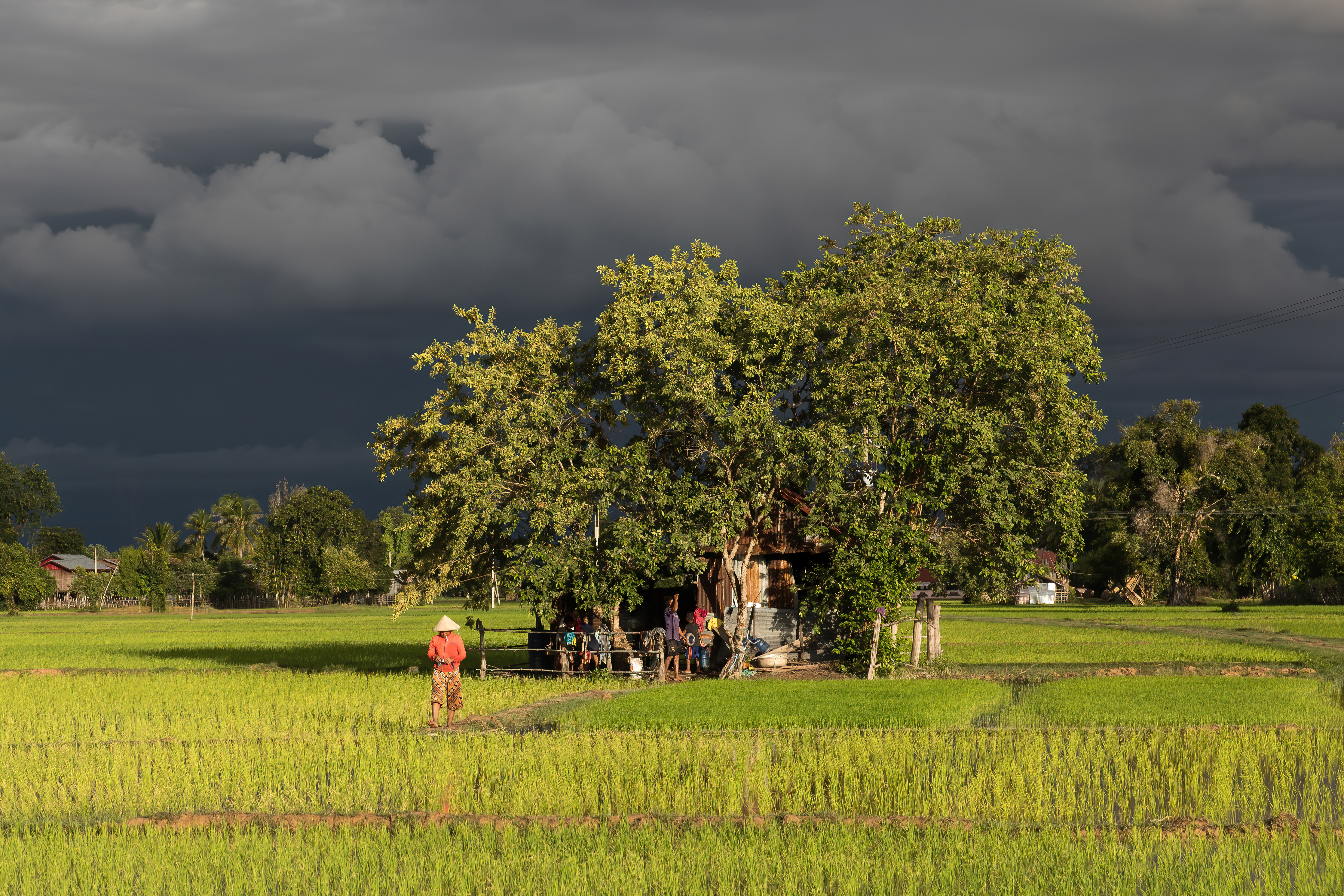
Petite maison en bois et tôles rouillées, habitée et entourée d'arbres et de clôtures en bambou, au milieu des rizières vertes, avec de longues ombres au soleil sous un ciel orageux, et une femme portant un pull rouge et un chapeau de paille conique, marchant de face, pendant la mousson, à Don Det.
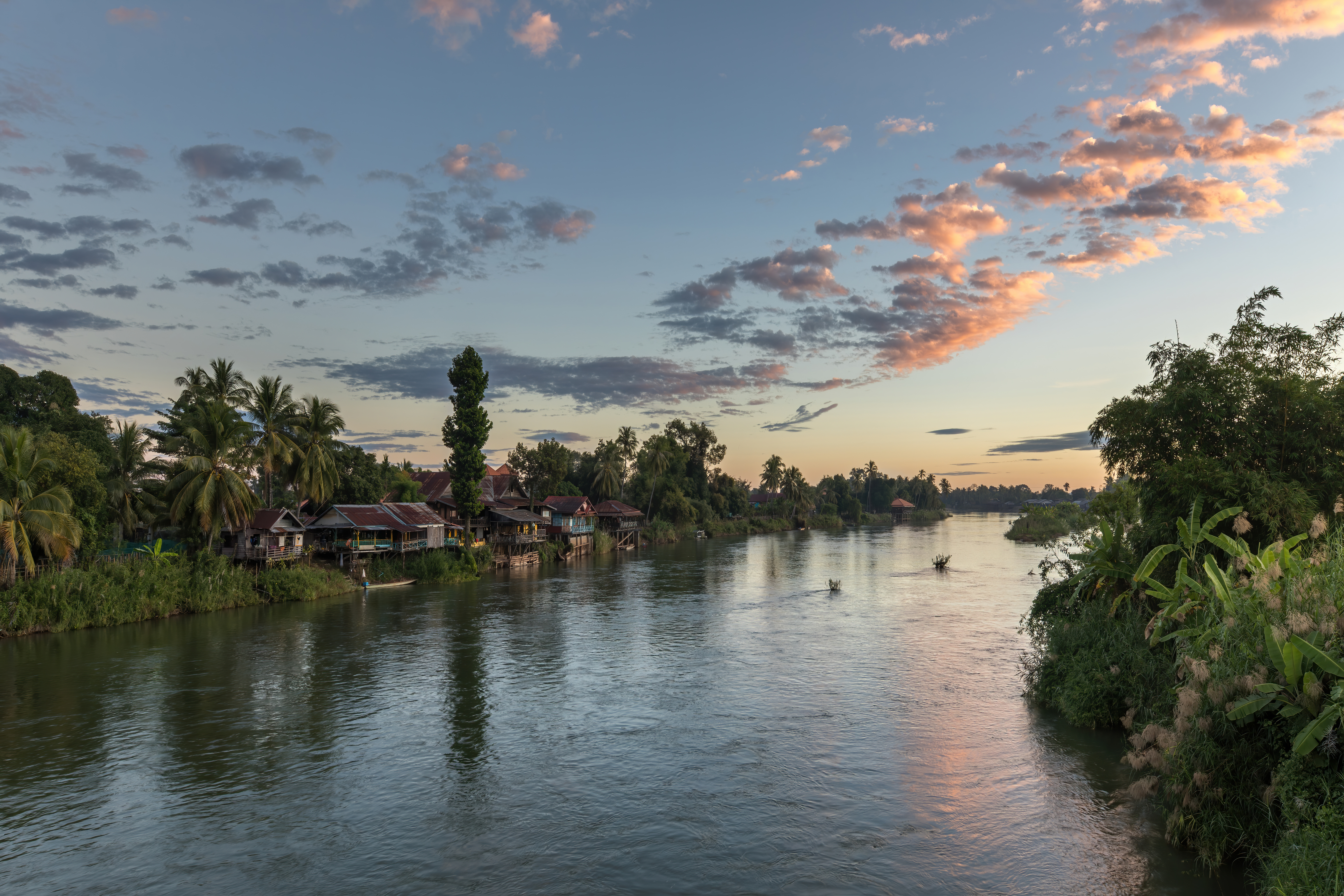
Habitations et pirogues sur la berge de Don Det, au lever du soleil avec des nuages roses, vus depuis le pont de Don Khon.
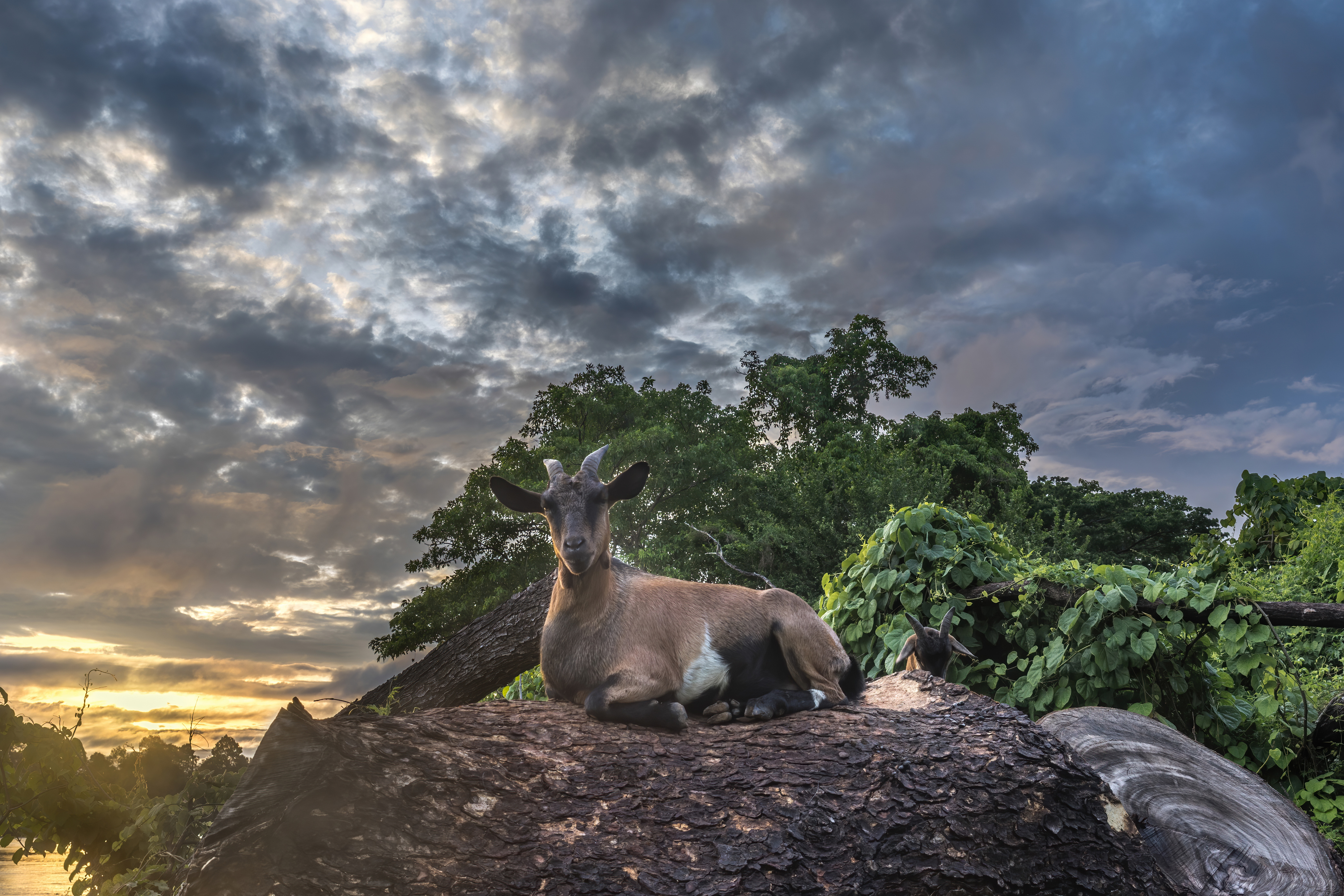
Une chêvre sauvage allongée sur une souche d'arbre sous des nuages colorés au lever du soleil à Don Kek, près de Don Det.

Assemblage de 9 photographies d'une petite île nommée Don Kek avec des nuages colorés au crépuscule, au lever du soleil et au coucher du soleil, à Don Det, Si Phan Don (Laos). Bordures blanches. En 2020 et 2021.